# Давид Бек (роман)
«Давид Бек» (арм. Դավիթ Բեկ) — исторический роман армянского писателя Раффи, вышедший в 1882 году. Роман основан на жизни Давид-Бека, выдающегося армянского полководца и деятеля армянского национально-освободительного движения начала XVIII века.

## Жанр

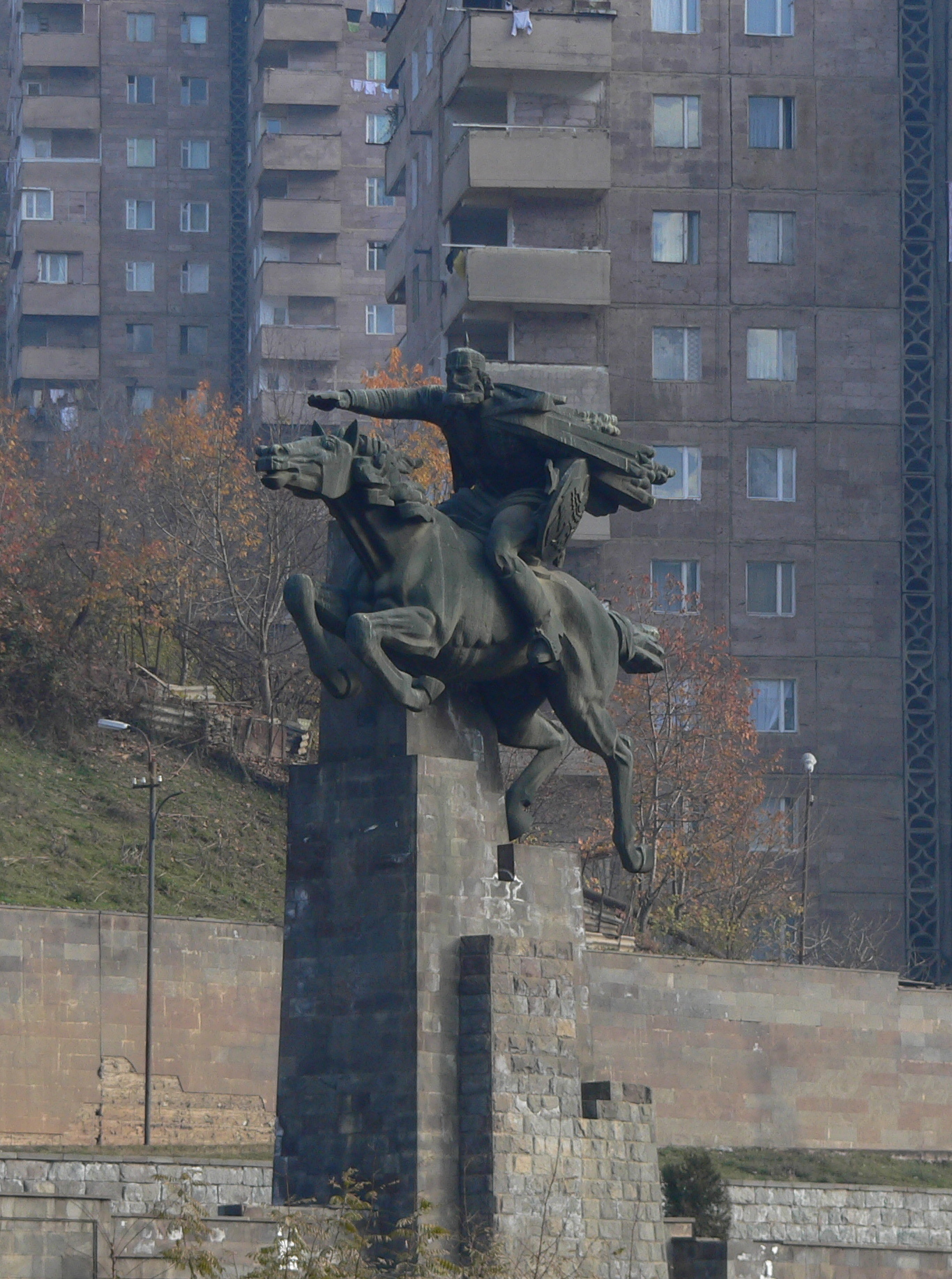
Памятник Давид-Беку в Капане

Роман «Давид Бек» являлся первым историческим романом писателя. Персонажами являются реальные исторические лица: Давид Бек, Степанос Шаумян, Мхитар Спарапет, Тер-Аветис, Автандил, Баяндур и другие. В романе описываются регион Сюника, Татевский монастырь, крепость Зеву, природа края, обычаи жизни армян и персов. В роман введены две народные песни, исполненные ашугом на княжеском пиру. Часты экскурсы в историю Армении, иногда исторические справки предваряют главы.

## Сюжет
Давид Бек с небольшим отрядом возврвщается из Грузии в Армению и начинает освободительную борьбу против персидских захватчиков. В войско Давид Бека собираются местные крестьяне. Отряд выступает против Фатали хана и примкнувших к нему Давида Отступника и мелика Франгюла.

## Адаптации
- Роман был экранизирован армянским советским режиссёром Амо Бекназаряном в 1944 году[4].

- По произведению также была создана опера «Давид-Бек» композитором Арменом Тиграняном.